# جوزيف تيرنر
جوزيف مالورد ويليام تيرنر (بالإنجليزية: J. M. W. Turner)‏ (23 أبريل 1775 - 19 ديسمبر 1851)، المعروف في عصره باسم ويليام تيرنر،كان فنانًا رومانسيًا إنجليزيًا اشتهر برسم المناظر الطبيعية، بالإضافة إلى أعماله في الألوان المائية والطبعات الفنية. رغم الجدل الذي أحاط به خلال حياته، يُنظر إليه اليوم على أنه الفنان الذي رفع فن رسم الطبيعة إلى مستوى يُضاهي الرسم التاريخي.
برز تيرنر في الرسم الزيتي، كما يُعد من أعظم رسامي الألوان المائية البريطانيين. عُرف بلقب "رسام الضوء"، إذ مثّلت أعماله إرهاصات مبكرة للفن الانطباعي، كما حملت بعض لوحاته سمات تجريدية سبقت ظهور الفن التجريدي في أوائل القرن العشرين.
التحق تيرنر بالأكاديمية الملكية للعلوم عام 1789 عندما كان في الرابعة عشرة من عمره، وقدم أول أعماله هناك وهو في الخامسة عشرة. خلال هذه الفترة، عمل أيضًا كرسام معماري. تمكن من تحقيق دخل ثابت من العمولات والمبيعات، إلا أن طباعه المتقلبة ومعارضته المستمرة جعلت قبول هذه العمولات يتم أحيانًا على مضض.
في عام 1804، افتتح معرضه الخاص، ثم أصبح أستاذًا في الرسم المنظوري بالأكاديمية عام 1807، حيث ألقى المحاضرات حتى عام 1828، رغم أن نطقه لم يكن واضحًا. بدأ رحلاته إلى أوروبا منذ عام 1802، وكان يعود عادةً محملًا بكراسات رسم ضخمة توثق مشاهد رحلاته.
كان تيرنر شخصية مثيرة للجدل خلال مسيرته المهنية، إذ عُرف بانعزاله وغرابة أطواره. لم يتزوج، لكنه أنجب ابنتين، إيفيلين (1801-1874) وجورجينا (1811-1843)، من مدبرة منزله سارة دانبي. مع تقدمه في العمر، ازداد تشاؤمه وعبوسه، خاصة بعد وفاة والده، مما أثر سلبًا على حالته النفسية. تدهورت أوضاعه تدريجيًا، حيث أهمل معرضه الذي أصبح بحاجة إلى ترميم، كما أصبح فنه أكثر حدة. عانى من الفقر وتدهور حالته الصحية منذ عام 1845، حتى وافته المنية في لندن عام 1851 عن عمر ناهز 76 عامًا، ودُفن في كاتدرائية القديس بولس.
خلف تيرنر إرثًا فنيًا ضخمًا، يضم أكثر من 550 لوحة زيتية، و2000 لوحة بالألوان المائية، و30,000 عمل على الورق. منذ عام 1840، دافع عنه الناقد الفني البريطاني البارز جون روسكين، ويُنظر إليه اليوم على أنه الفنان الذي ارتقى بفن رسم المناظر الطبيعية إلى مستوى يُنافس الرسم القصصي.

## حياته

### النشأة

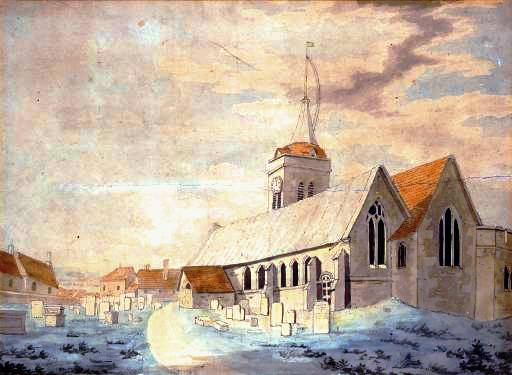
كنيسة القديس جون في مارغايت، من رسومات تيرنر عندما كان فتى بين سن الحادية عشر أو الثاني عشر.

وُلد جوزيف مالورد ويليام تيرنر في 23 إبريل 1775 وعُمِّدَ في 14 مايو. وُلد في مايدن لين، كوفينت غاردن، لندن، إنجلترا. كان والده ويليام تيرنر (1745-21 سبتمبر 1829) حلاقًا وصانع باروكات. كانت والدته ماري مارشال من عائلة من الجزارين. وُلدت أخته الصغيرة ماري آن في سبتمبر عام 1778 ولكنها توفيت في أغسطس عام 1783.
بان على والدة تيرنر علامات الاضطراب العقلي منذ عام 1785 وأُدخلت إلى مستشفى القديس لوك للأمراض العقلية في أولد ستريت عام 1799 ونُقلت إلى مستشفى بيثليم، وهو مستشفى أمراض عقلية توفيت فيه في عام 1804. أُرسل تيرنر إلى خاله، جوزيف مالورد ويليام مارشال، في برينتفورد، وكانت بلدة صغيرة على ضفاف نهر التايمز غرب لندن. كانت أول ممارسة فنية معروفة لتيرنر من هذه الفترة سلسلة من التلوينات البسيطة لأطباق منقوشة من كتاب هنري بوسويل بعنوان نظرة تصويرية لأنتيكات إنجلترا وويلز.
أُرسل تيرنر إلى مارجيت نحو عام 1786 على الساحل الشمال شرقي لكينت. أنتج هناك سلسلة من الرسومات للبلدة والمنطقة المحيطة بها، وكانت لمحة عن أعماله اللاحقة. في هذا الوقت، كانت رسومات تيرنر تُعرض في نافذة متجر والده وتُباع مقابل بعض الشلنات. تفاخر والده للفنان توماس ستوزارد بقوله: «ابني، يا سيدي، سيصبح رسامًا» بقي تيرنر مع خاله مرة أخرى عام 1789، والذي كان قد تقاعد من ستننغهيل في بيركشير (الآن جزء من أكسفوردشير). نجت من تلك الفترة في بيركشير كراسة رسم كاملة، وكذلك رسومات بالألوان المائية، مما وضع الأُسس لأسلوب عمل تيرنر في حياته المهنية كلها.
كانت العديد من رسومات تيرنر دراسات معمارية أو تمرينات في فن الرسم المنظوري ويُعرف أن تيرنر عمل لدى عدة مهندسين معماريين عندما كان شابًا، ومنهم ثوماس هاردويك، جيمس ويات وجوزيف بونومي الكبير. في نهاية عام 1789، بدأ أيضًا الدراسة على يد الرسام الطبوغرافي ثوماس مالتون، المتخصص في مناظر لندن. تعلم تيرنر منه حيل العمل الأساسية، نسخ وتلوين الخطوط العريضة للقلاع والأديرة البريطانية. وقال لاحقًا عن مالتون »معلمي الحقيقي«. كانت الطبوغرافية صناعة مزدهرة يمكن لفنان شاب بواسطتها دفع تكاليف دراسته.

### الأكاديمية الملكية
دخل تيرنر إلى الأكاديمية الملكية للفنون عام 1789، بعمر 14 عامًا، وقُبل في الأكاديمية بعد سنة بفضل السير جوشوا رينولدز. أبدى تيرنر اهتمامًا مبكرًا بالهندسة المعمارية، لكن توماس هاردويك نصحه بالتركيز على الرسم. قُبلت أول رسمه بالألوان المائية له في المعرض الصيفي للأكاديمية الملكية لعام 1790 بعنوان منظر لقصر رئيس الأساقفة، لامبيث، عندما كان عمر تيرنر 15 عامًا.
تعلم تيرنر الرسم كمتدرب في الأكاديمية من قوالب الجص للمنحوتات القديمة. يَظهر اسمه في سجل الأكاديمية لأكثر من 100 مرة بين يوليو 1790 إلى أكتوبر 1793. في يونيو 1792، قُبل في صف رسم النماذج البشرية ليتعلم رسم الجسم البشري لعارضين عراة. عرض تيرنر لوحات بالألوان المائية كل سنة في الأكاديمية مع الرسم في الشتاء والسفر في الصيف بشكل واسع في بريطانيا، وبالأخص إلى ويلز، حيث رسم مدىً واسعًا من الرسمات التخطيطية لتكون أساسًا لدراساته أو لوحاته بالألوان المائية. ركزت هذه الرسومات بالأخص على عمل الهندسة المعمارية، التي يستخدم فيها مهاراته كرسام. عرض في عام 1793 لوحته بالألوان المائية بعنوان الزوبعة المتصاعدة-ينابيع ساخنة من صخرة القديس فينسنت في بريستل (مفقودة الآن)، والتي تنبأت بالآثار المناخية اللاحقة. كتب كونينغهام في نعيه لتيرنر أن اللوحة كانت: «معروفة من القلة الأكثر حكمة كمحاولة نبيلة للارتقاء بفن الطبيعة إلى خارج التفاهات غير الممتعة، وبرهنت لأول مرة ذلك التأثير للغموض الذي يشتهر به الآن».

عرض تيرنر عام 1796 لوحة صيادون على البحر، وهي أول لوحة زيتية له للأكاديمية، لمشهد ليلي مُضاء بالقمر قبالة جزيرة وايت، وهي صورة لقوارب في مأزق. قال ويلتون بأن الصورة: »هي مُلخص لكل ما قيل حول البحر من فناني القرن الثامن عشر«. وتُبين اللوحة تأثرًا قويًا بفنانين مثل كلود جوزيف فيرنيه، فيليب جيمس دو لوثربوغ، بيتر مونامي وفرانسيس سواين، الذي كان محبوبًا للوحاته البحرية لضوء القمر. ولا يُمكن القول أن هذه اللوحة بالذات متأثرة بويليم فان دي فيلدي الأصغر، لعدم وجود أية لوحة لمشهد ليلي لهذا الرسام. وأنتج بعض الأعمال الأخرى لاحقًا لمجاراة أو تكملة أسلوب الفنان الهولندي. أُشيد باللوحة من قبل النُّقاد المعاصرين وأسست لسمعة تيرنر، كرسام زيتي وكرسام للمشاهد البحرية.

أشهَر أعماله
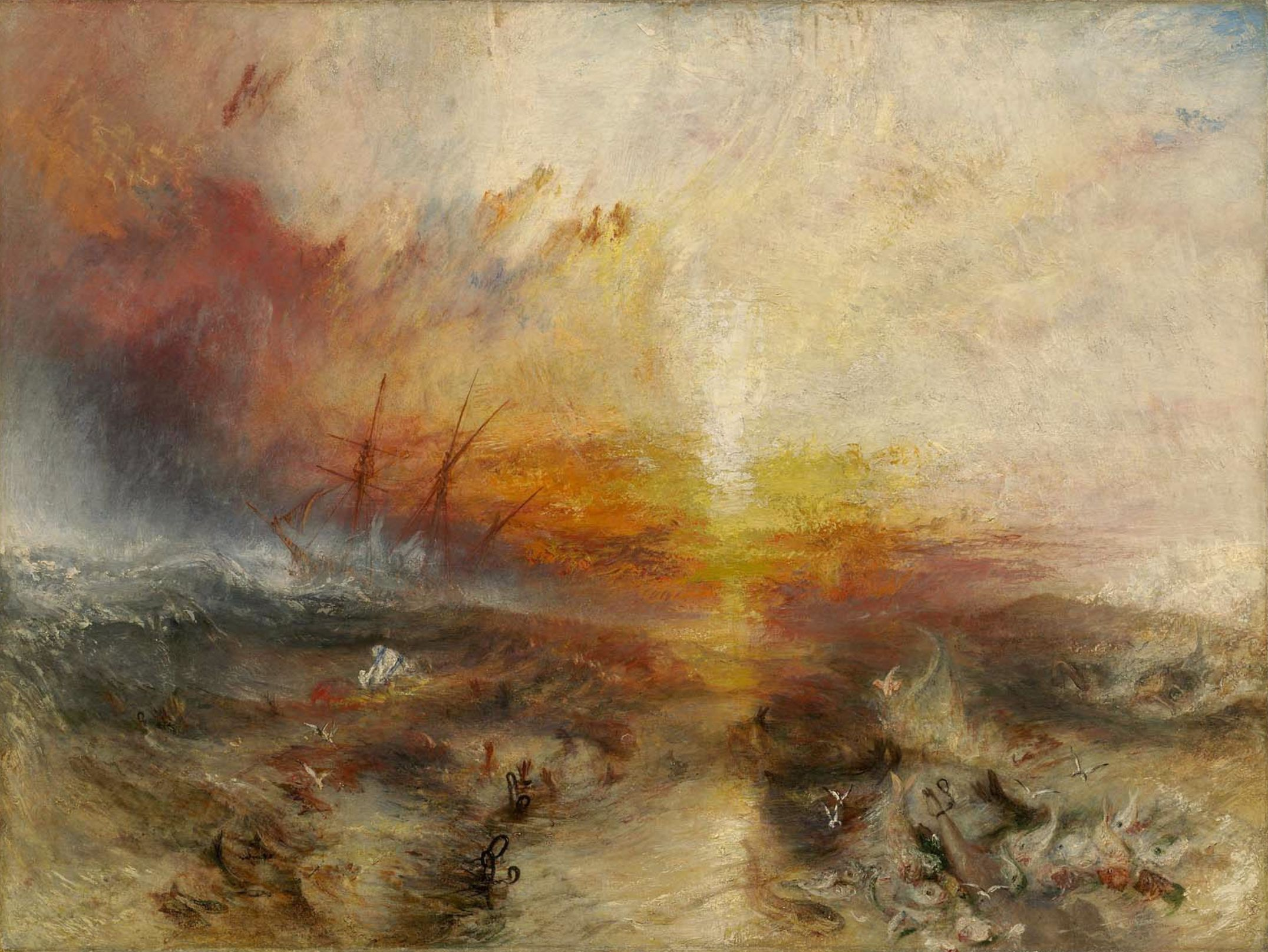
سَفينة العَبيد بريشة تيرنر ، عُرضت لأول مرة في الأكاديمية الملكية للفنون في عام 1840. وهي معروضة الآن في متحف الفنون الجميلة في بوسطن. في هذا العمل الكلاسيكي الذي يمثال الرسم البحري الرومانسي ، يصور تيرنر سفينة مرئية من الخلف ، تبحر عبر بحر هائج من المياه المتدفقة وتترك ما يوحي بأنه أشكالًا بشرية متناثرة تطفو في أعقابها. ربما حُفز تيرنر لرسم هذا اللوحة بعد أن قرأ عن مجزرة سفينة الرقيق زونغ في كتابه "التاريخ وإلغاء تجارة الرقيق"  من قبل توماس كلاركسون.
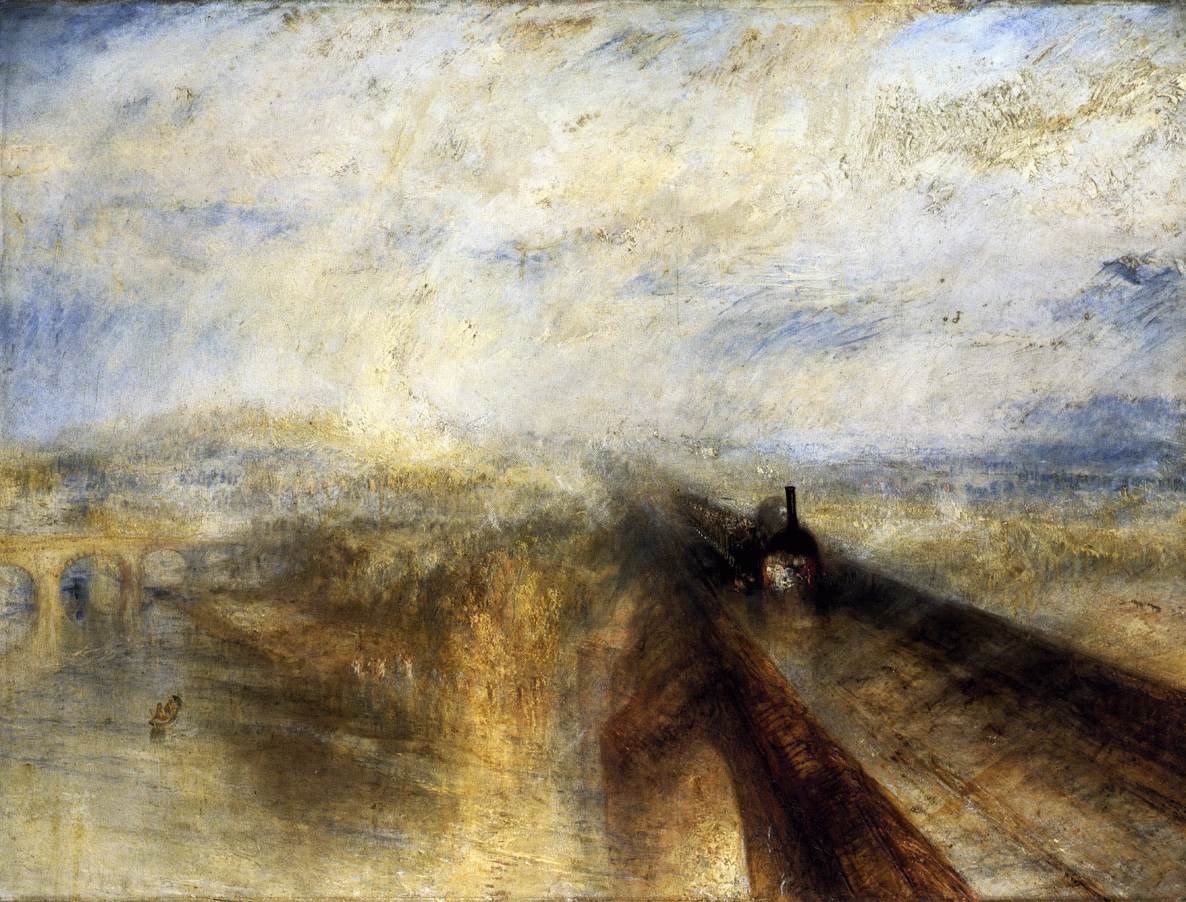
المَطر والبُخار والسُرعة، بريشة تورنر ، [26] رُسمت عام 1844 وعُرضت اللوحة لأول مرة في الأكاديمية الملكية عام 1844 ، على الرغم من أنها قد تكون رُسمت في وقت سابق، وهي الآن ضمن مجموعة المعرض الوطني في لندن. تعطي اللوحة انطباعًا بالسرعة الكبيرة المَوجودة في اللوحة الثابتة ، وهي سمة ميزت تورنر عن غيره من الفنانين.[27] يجمع العمل بين قوة الطبيعة والتكنولوجيا لخلق توتر عاطفي مرتبط بمفهوم السُمو.
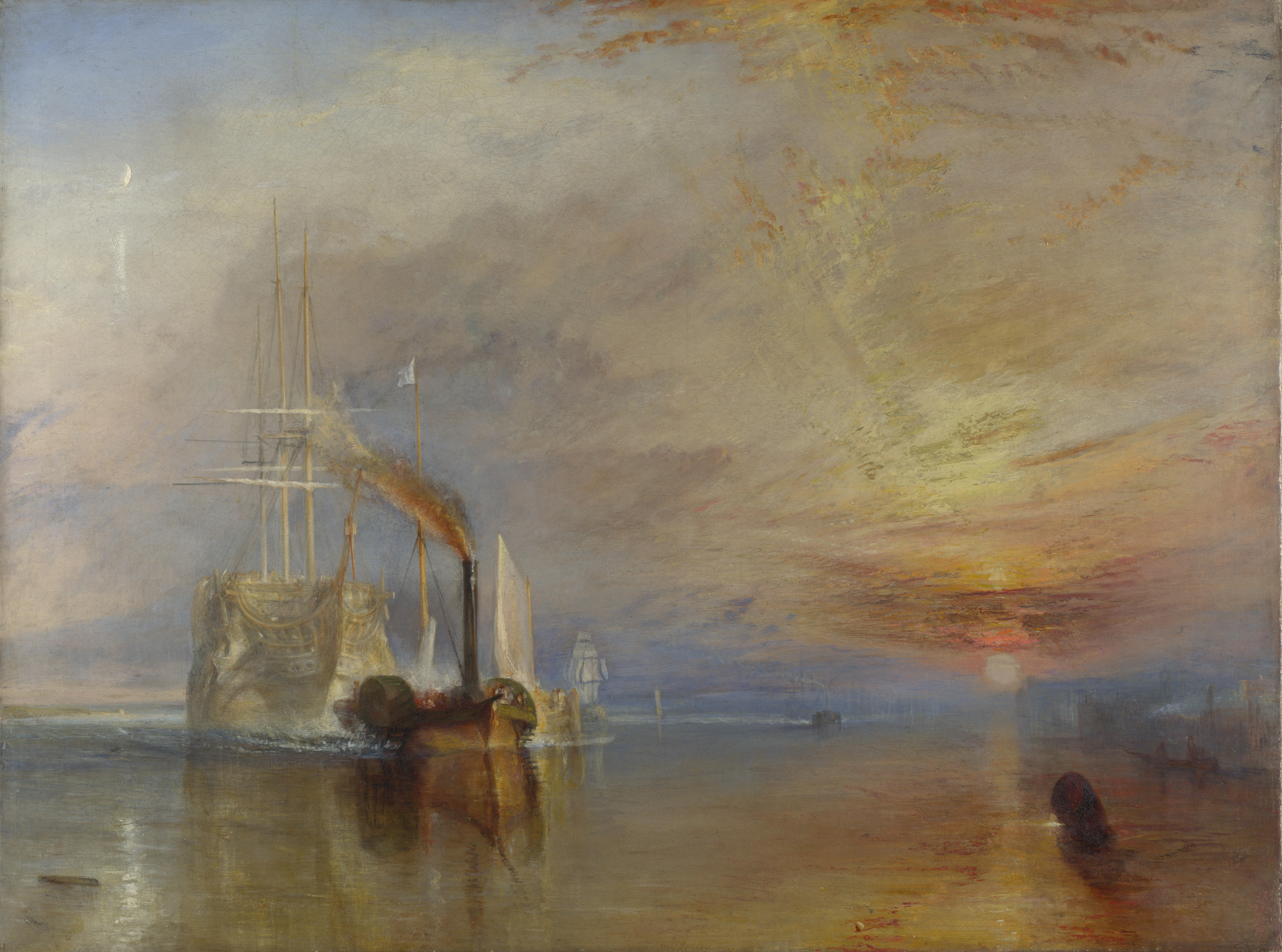
سَحب المُقَاتِلَةُ تيَميراير إلى مثَوَاها الأَخير بريشة تورنر ، رُسمت عام 1838، تصور اللوحة السفينة أج أم أس تيميراير ذات الـ 98 مدفعًا ، وهي واحدة من آخر السفن ذات الدرجة الثانية التي لعبت دورًا في معركة طرف الغار ، حيث تم سحبها فوق نهر التايمز بواسطة قاطرة بخارية ذات عجلة مجداف في عام 1838 ، نحو نهايتها. مرسى في روثرهيث ليتم تفكيكه. المعرض الوطني.
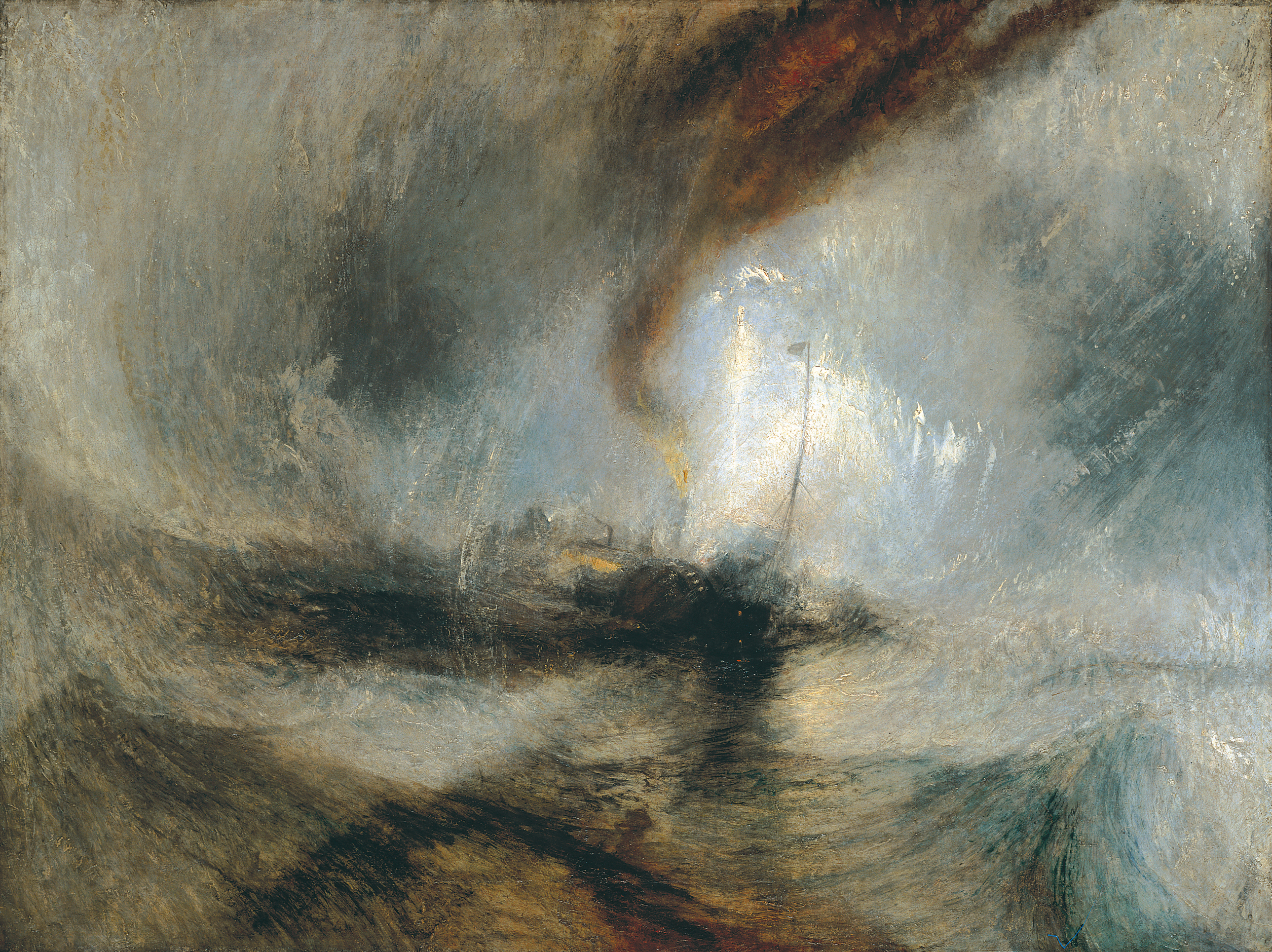
العاصِفة الثَلجية، بريشة تورنر ،  رُسمت عام 1842.[28][29] على الرغم من انتقادها من قبل العديد من النقاد المعاصرين ، علق الناقد جون روسكين في عام 1843 على أللوحة بأنها "واحِد منْ أعظم تَصَورات حَركة البِحر والضَباب والضَوء ، التي تمَ رَسمُها على القِماش .. على الإطلاق".
حَرق مَجلس السادة والعُموم، هو عنوان لوحتين زيتيتين بريشة تورنر ،  رُسمتا بين 1834-1835. تصور الحريق الذي اندلع في مجلسي البرلمان البريطاني مساء يوم 16 أكتوبر 1834. نُسخَة متحف كليفلاند للفنون.
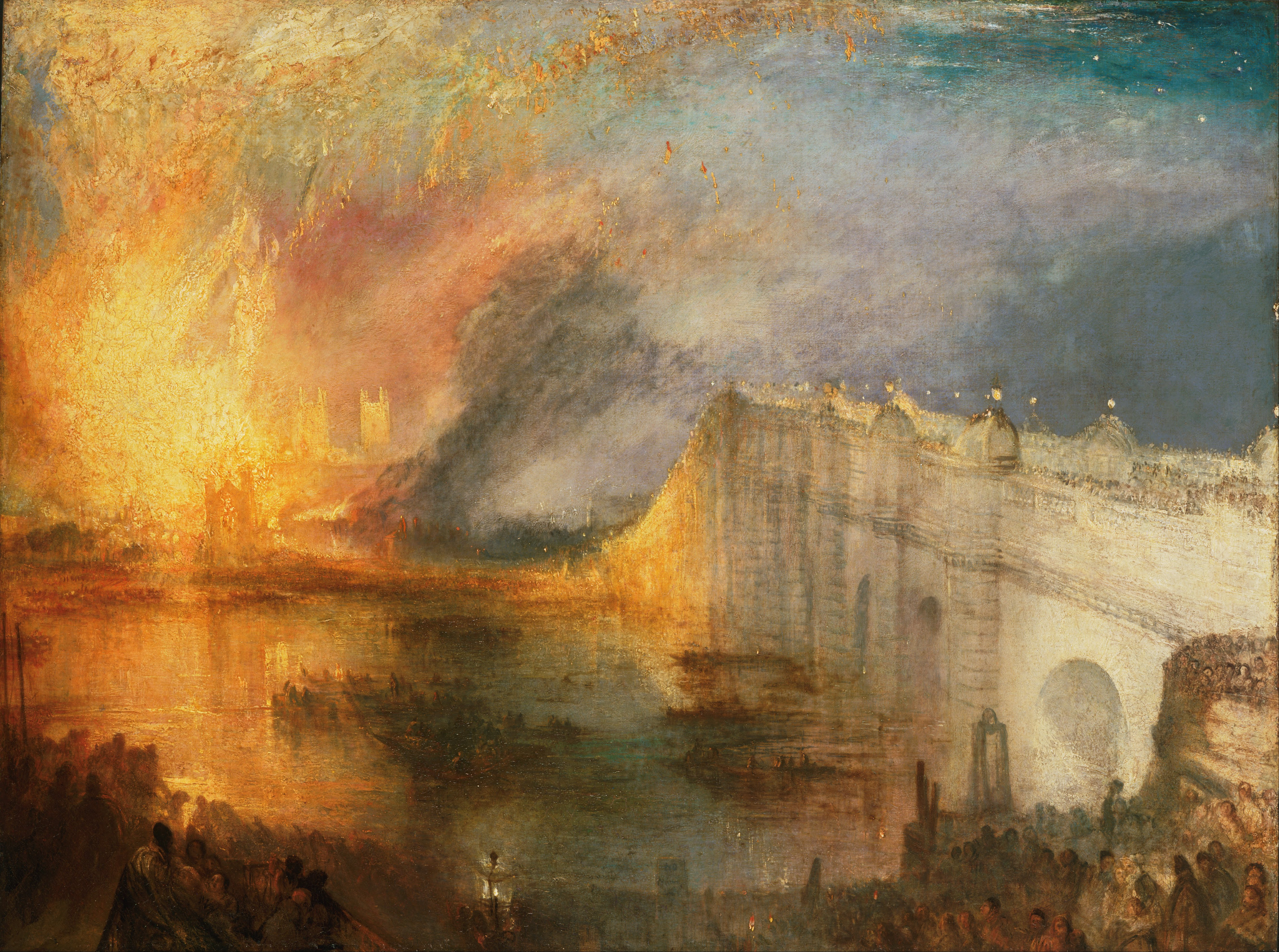
حَرق مَجلس السادة والعُموم، هو عنوان لوحتين زيتيتين بريشة تورنر ،  رُسمتا بين 1834-1835. تصور الحريق الذي اندلع في مجلسي البرلمان البريطاني مساء يوم 16 أكتوبر 1834. نُسخَة متحف فيلادلفيا للفنون.

### حياته المهنية المبكرة
سافر تيرنر حول أوروبا؛ بدأ بفرنسا وسويسرا عام 1802 ودرس في اللوفر في باريس في نفس السنة. زار فينيسيا مرات عديدة. أتت مساندة مهمة لعمله من والتر رامسدين فاوكس من قاعة فارنلي، بالقرب من أوتلي في يوركشاير، والذي أصبح صديقًا مُقربًا للفنان. زار تيرنر أوتلي لأول مرة عام 1797 بعمر 22 سنة، عندما فُوِّض لرسم لوحات بالألوان المائية للمنطقة. وكان منجذبًا إلى أوتلي والمنطقة المحيطة بها لدرجة أنه عاد إليها خلال مسيرته المهنية. يُشاع أن الخلفية العاصفة لهانيبال يعبر جبال الألب مُتأثرة بالعاصفة على التشيفين في أوتلي عندما كان يقيم في قاعة فارنلي.
كان تيرنر ضيفًا متكررًا على جورج أوبراين ويندهام، الإيرل الثالث لإغريمونت في بيتورث هاوس في ويست ساسيكس ورسم لوحات مولتها إغريمونت لأراضي المنزل وريف ساسيكس، ومن ضمنها منظر لقناة شيشستر. وما زال بيتورث هاوس يعرض عددًا من لوحاته.

## روابط خارجية
- تيرنر على موقع الموسوعة البريطانية (الإنجليزية)
- تيرنر على موقع ميوزك برينز (الإنجليزية)
- تيرنر على موقع إن إن دي بي (الإنجليزية)
- تيرنر على موقع ديسكوغز (الإنجليزية)
- 392 من رسومات جاي أم دبليو تيرنر، على موقع البي بي سي.
- موقع جمعية تيرنر
- رسومات تيرنر في موقع تايت.
- رسومات تيرنر على موقع المجموعات الرقمية.

## معرض رسوماته

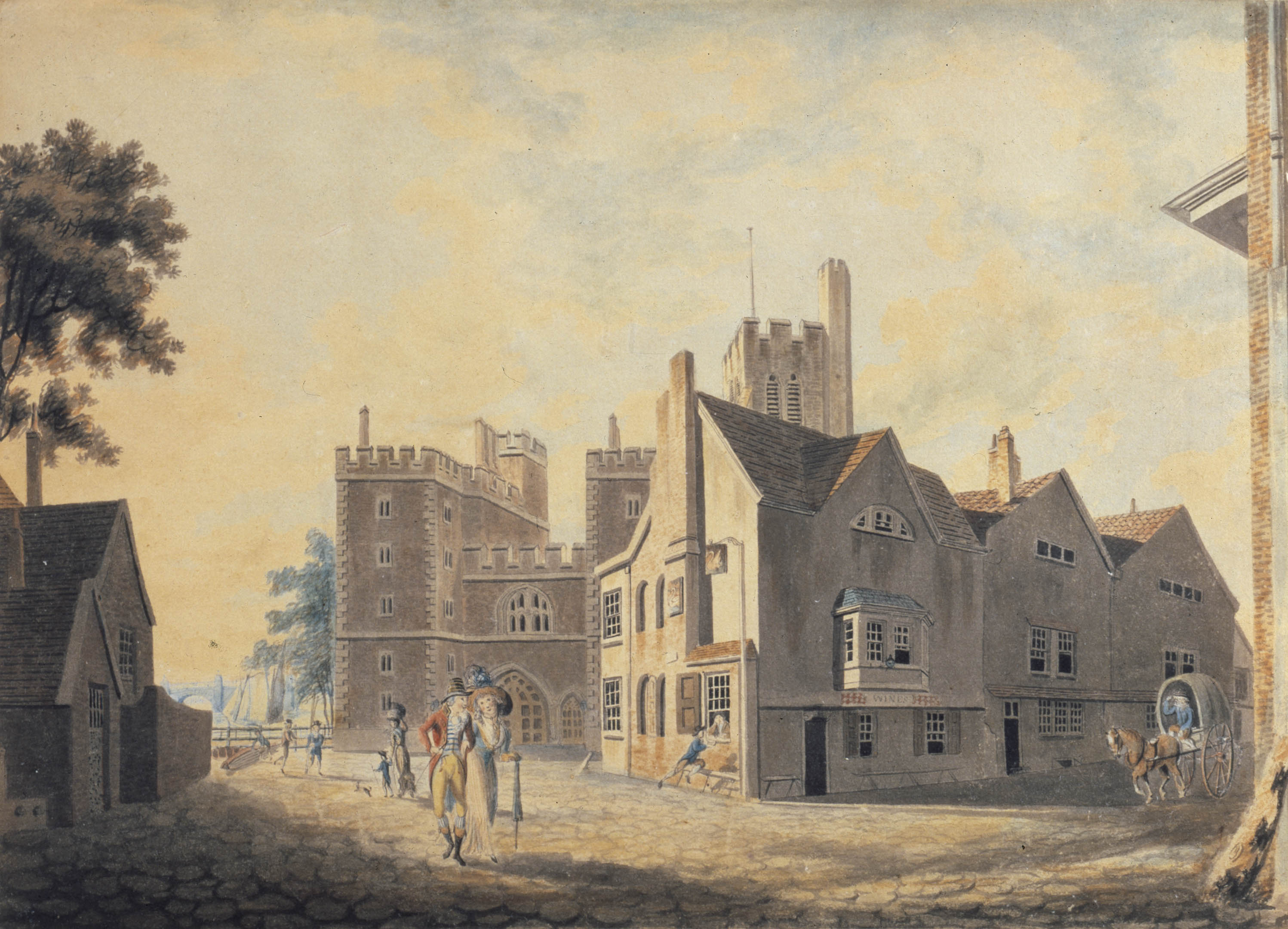
قصر
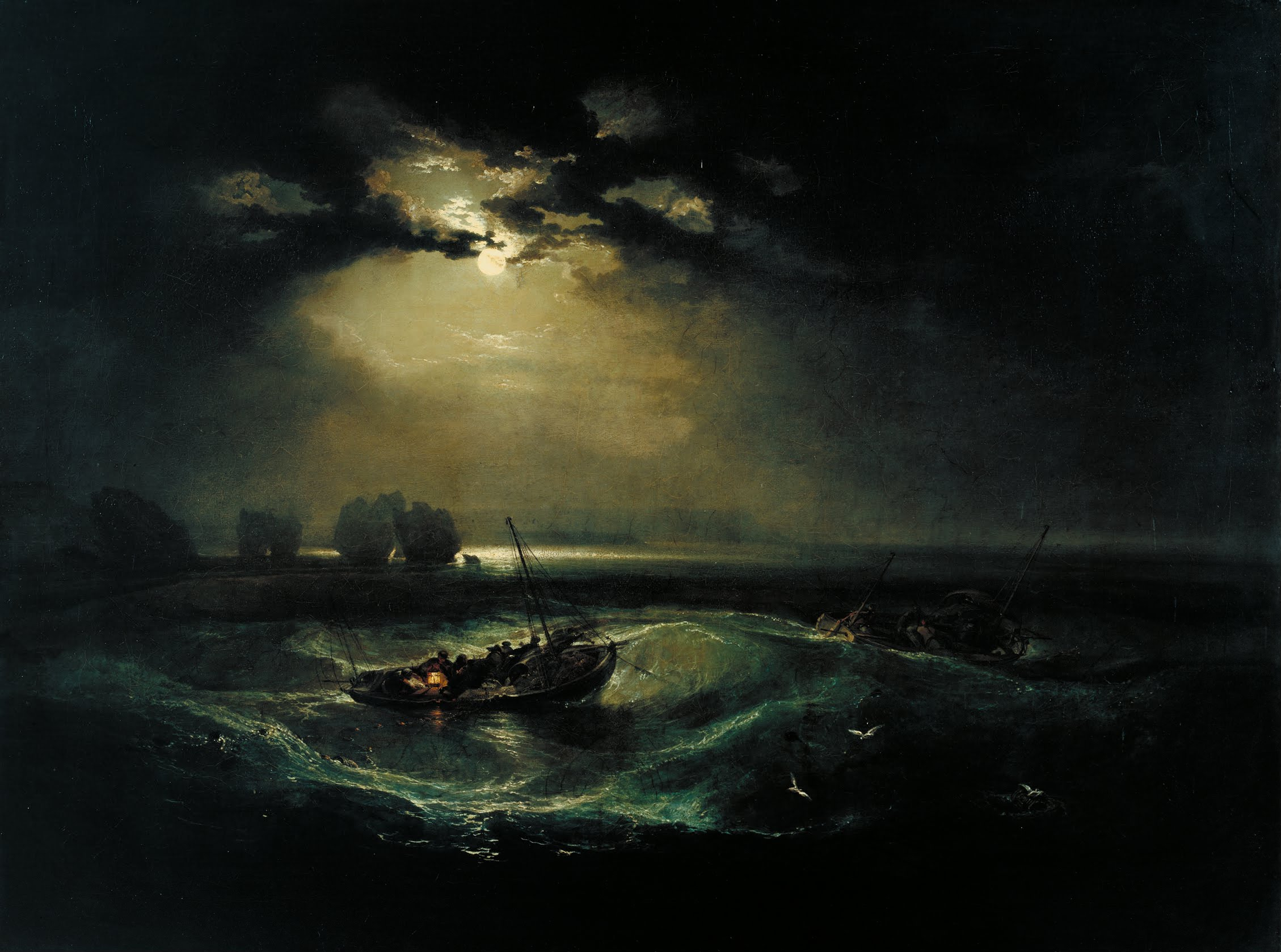
صياد سمك
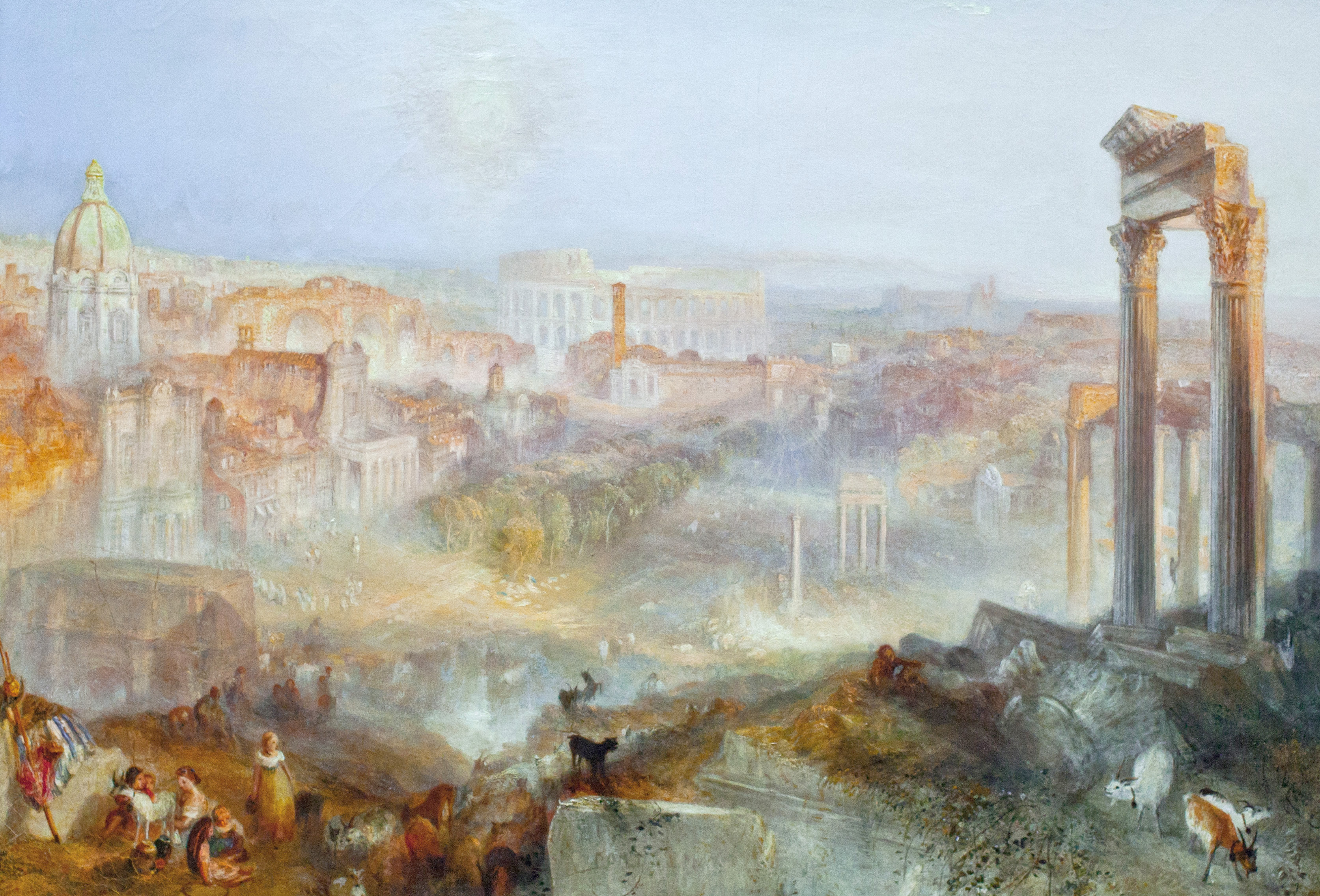
مدينة روما
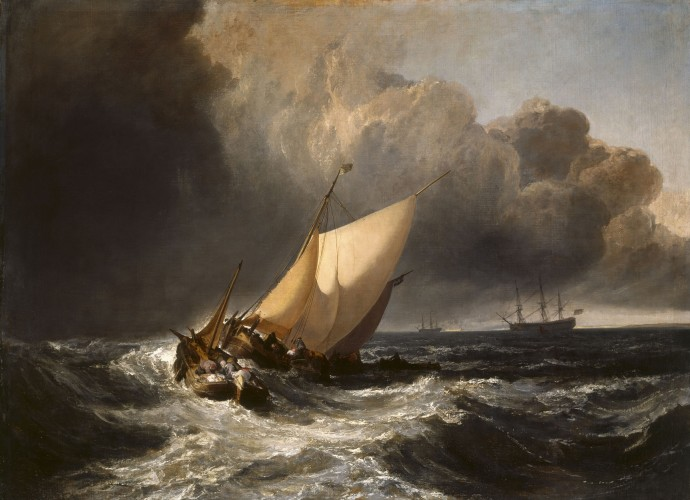
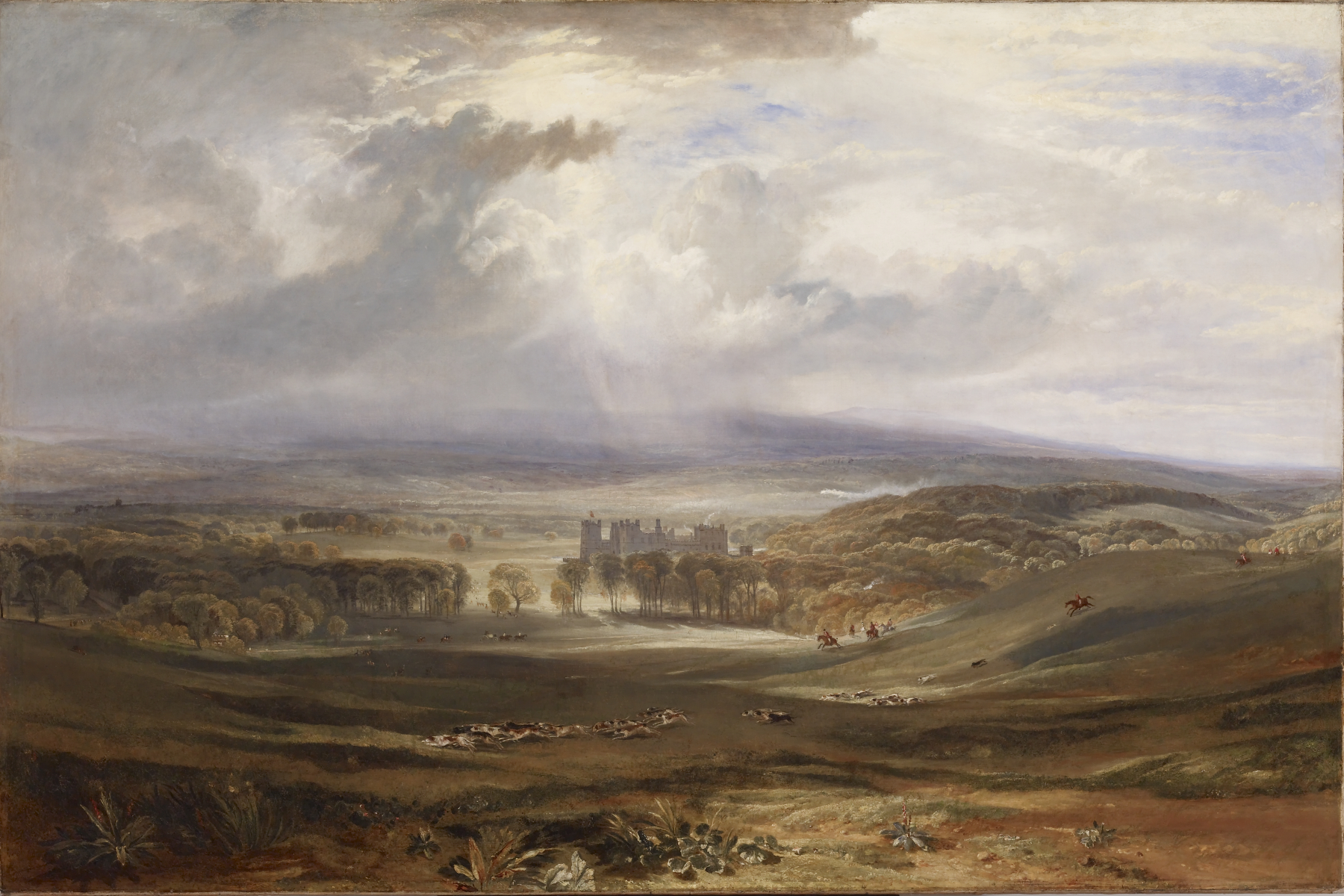
إيرل دارلنغتون
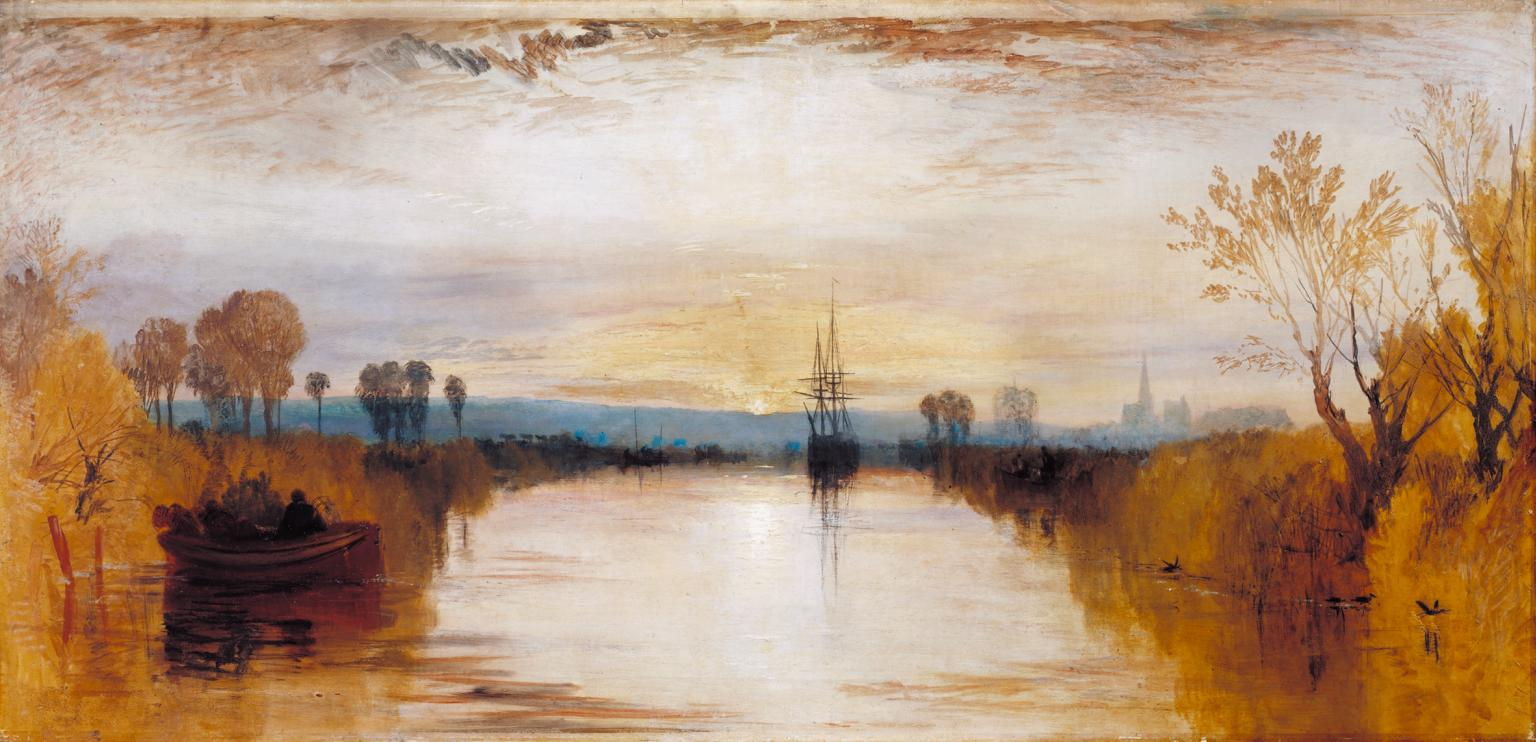
قناة تشستر
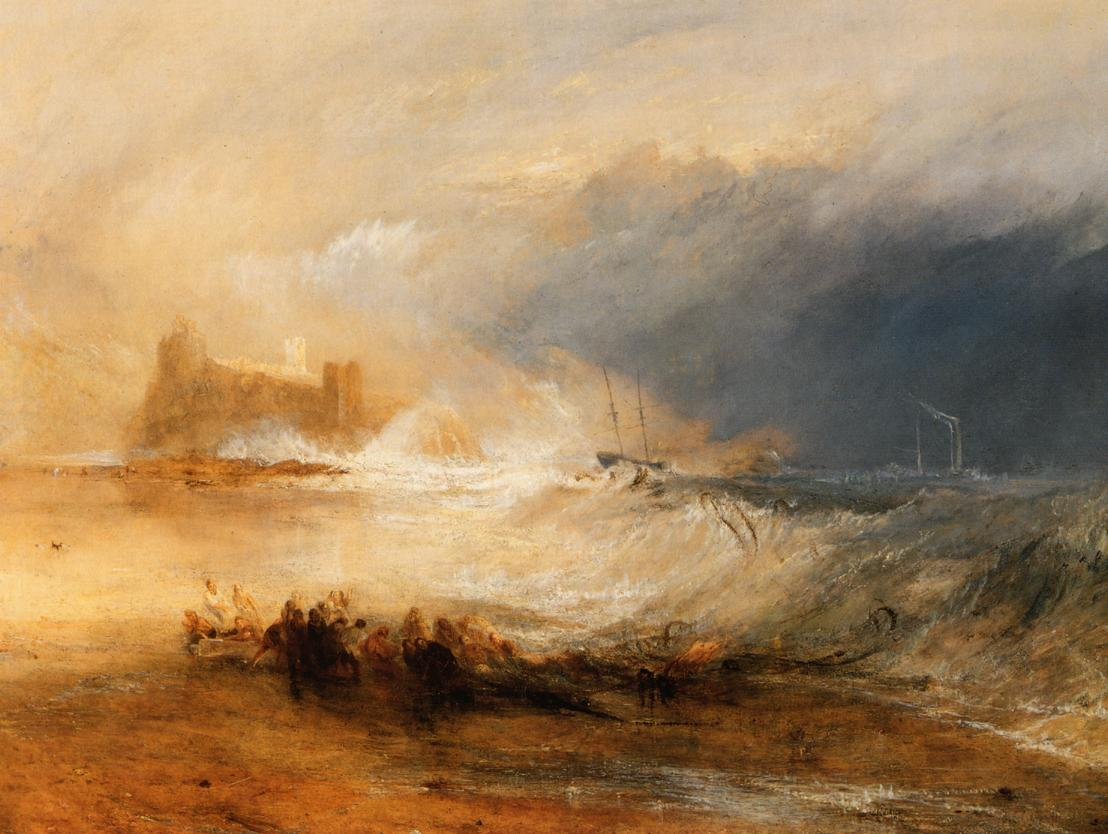
أمواج شاطيء نورثمبرلاند
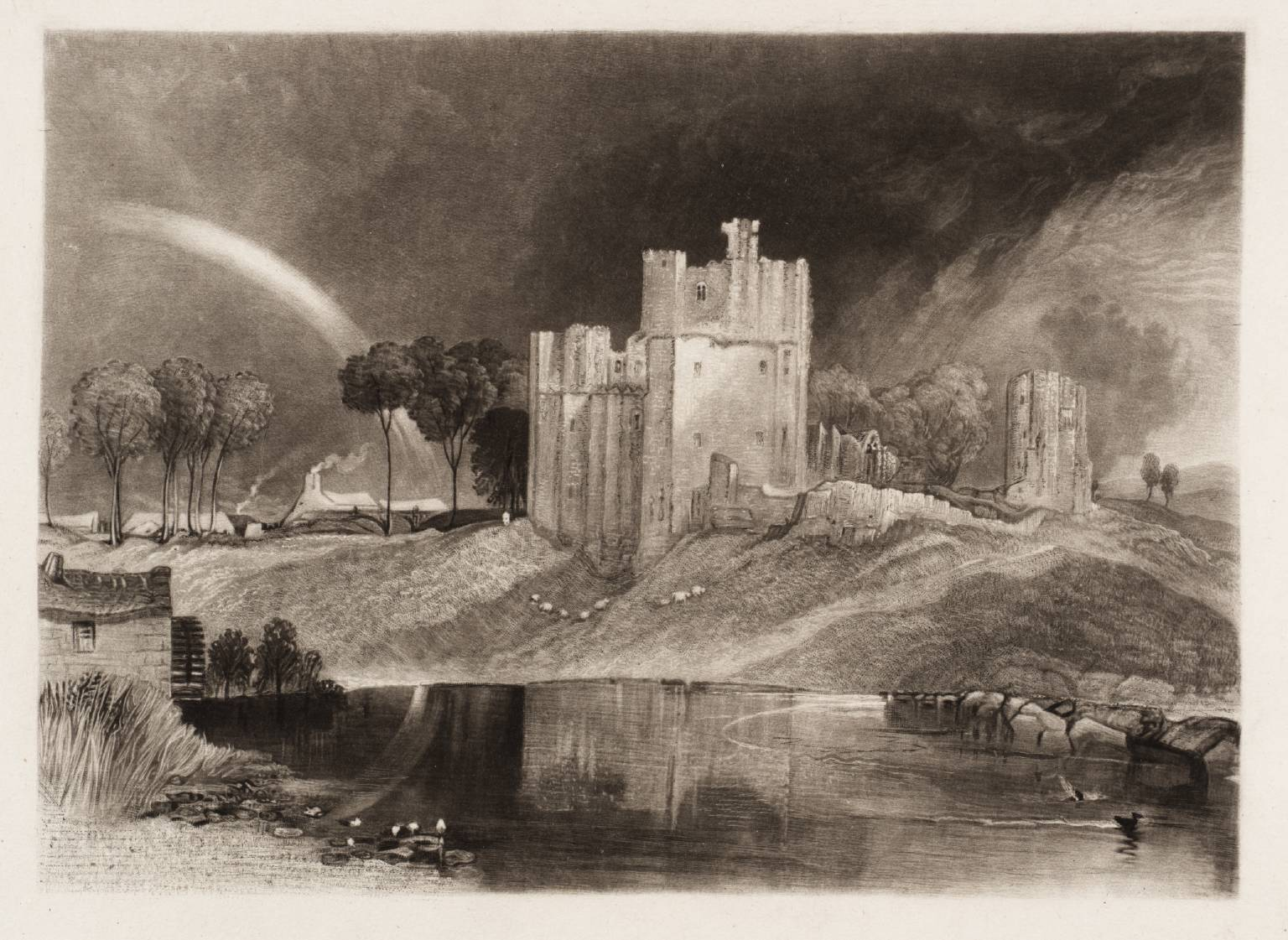
قلعة برغهام
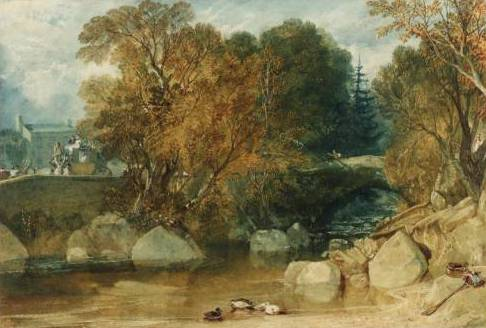
جسر أبفيبريدج
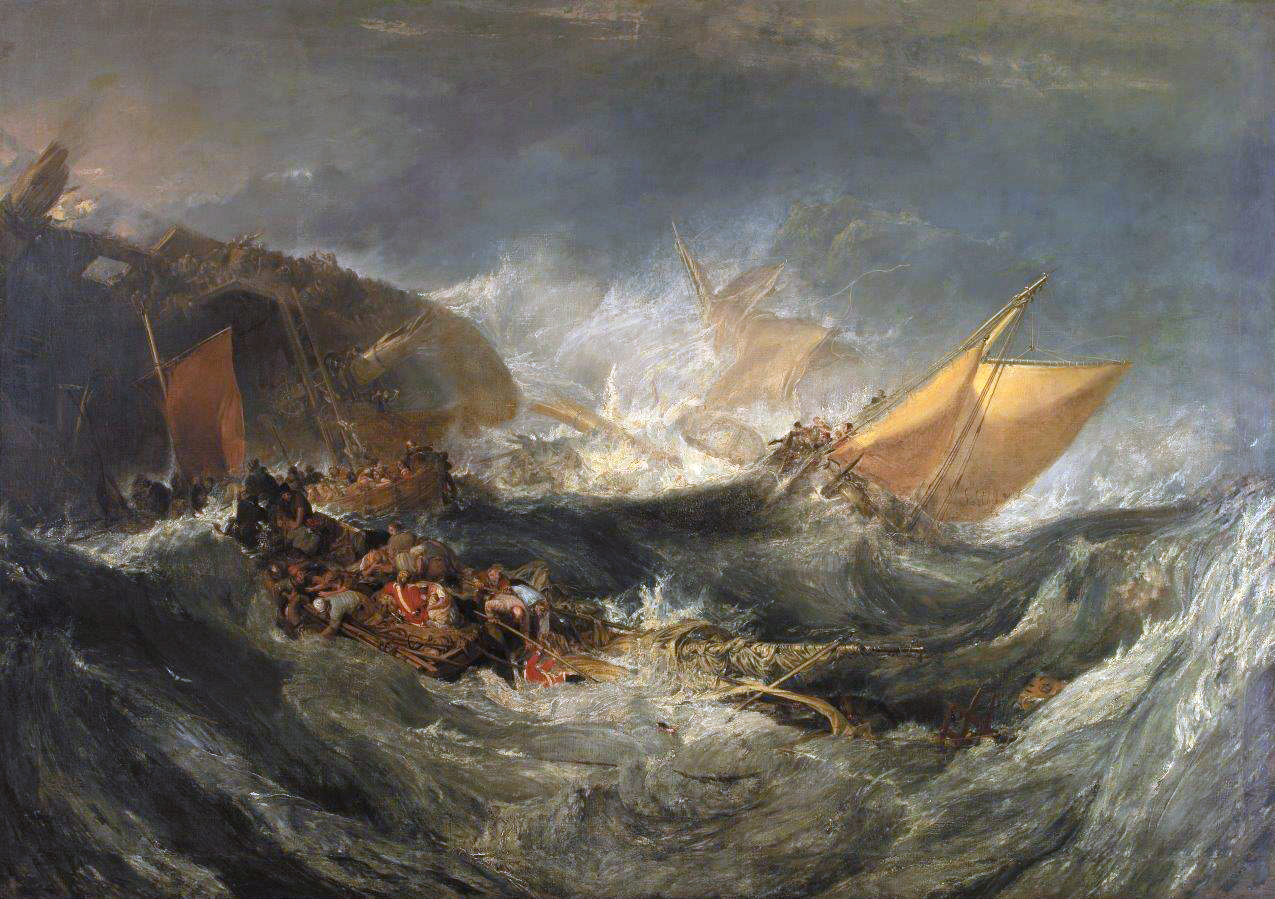
حطام سفينة
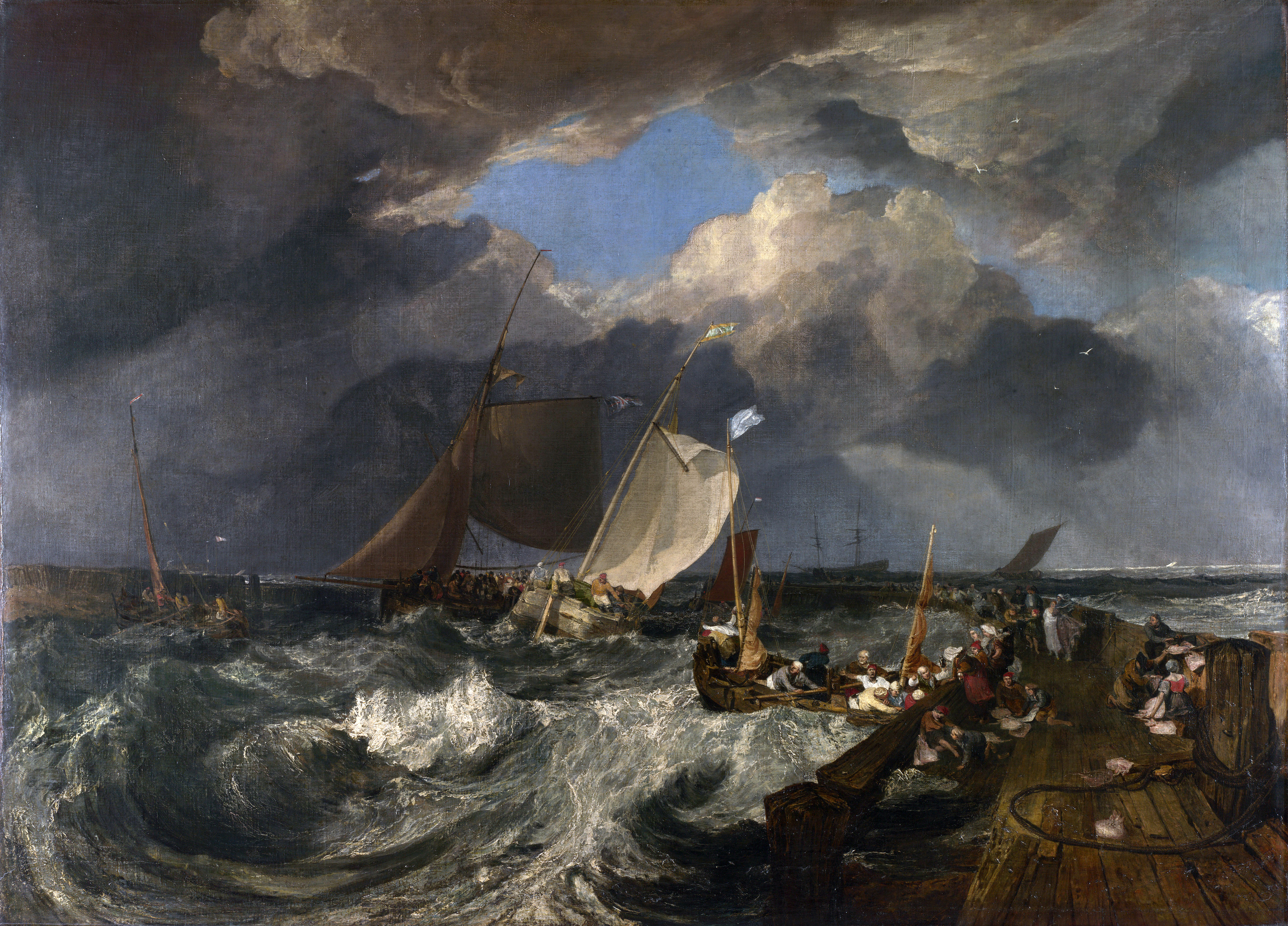
مرفاء كالي